# Юлдашев, Феруз
Феруз Юлдашев (анг: Feruz Yuldoshev: род. 29 августа 1994 года, Шахрисабз, Узбекистан) — узбекский боксёр, представитель полулёгкой весовой категории, чемпион Азии 2016 по версии ABCA, серебряный призёр чемпионата Азии 2017 года по версии WBC, президент лиги Akhmat Fight Promotion в Узбекистане и мастер спорта Узбекистана по боксу. 2024 году вывел представительнецу Афганистана  на олимпийские игры в Париже 2024 .

## Биография
Феруз Юлдашев родился 24 августа1994 года в Кашкадарьинской области, Узбекистане. В когда ему было 8 лет, он начал заниматься боксом. В 2015 году дебютировал в профессиональном боксе. За свою карьеру провел бои со многими сильными боксерами, среди них Мухаммадхуджа Якубов, Михаил Солонин, Марк Урванов и Рустам Нугаев.
Его первая профессиональная победа была 10 ноября 2015 года над Иброхимом Юсупжоновым в Ташкенте.
5 марта 2016 года, выступая в андеркарде боя Руслан Чагаев — Лукас Браун, потерпел первое поражение на профессиональном ринге против российского бойца Булата Бешиева по единогласным решением судей.
В 2017 году 2 мая состоялся  в Екатеринбурге поединка «EXTRA ROUND 2» определился обладатель пояса чемпиона мира WBO среди молодежи. В весовой группе до 61,2 кг. им стал петербуржец Мухаммад Якубов, победивший гостя из Узбекистана Феруза Юлдашева.
Юлдашев  провёл последний бой в своей профессиональной карьере в 2021 году в городе Коканд против Зохиджон Худойбердиева (17-1-0) победив с техническим нокаутом.

## Статистика боёв
| Результат | Рекорд  | Соперник              | Дата       | Место                | Организация                                                 |
| --------- | ------- | --------------------- | ---------- | -------------------- | ----------------------------------------------------------- |
| Победа    | 17-1-0  | Зохиджон Худайбердиев | 2015-10-15 | Коканд, Узбекистан   |                                                             |
| Поражение | 12-2-0  | Марк Урванов          | 2018-05-04 | Екатеринбург, Россия |                                                             |
| Поражение | 6-1     | Мухаммадхуджа Якубов  | 2017-05-02 | Екатеринбург, Россия | WBO Youth Light (вакант)                                    |
| Победа    | дебют   | Мухиддин Халилов      | 2017-03-12 | Ташкент, Узбекистан  |                                                             |
| Поражение | 28-7-1  | Рустам Нугаев         | 2017-02-18 | Челябинск, Россия    | Серебряный пояс Азиатского боксерского совета по версии WBC |
| Победа    | 3-8-0   | Асрор Сотвордиев      | 2016-12-29 | Ташкент, Узбекистан  |                                                             |
| Победа    | 6-20-1  | Михаил Солонин        | 2016-11-26 | Карши, Узбекистан    |                                                             |
| Победа    | 1-5-0   | Мусаиб Асадов         | 2016-10-29 | Ташкент, Узбекистан  |                                                             |
| Победа    | 3-11-0  | Зиёвиддини Мамаризаев | 2016-10-15 | Ташкент, Узбекистан  |                                                             |
| Победа    | 1-3-0   | Фирдавс Азимжонов     | 2016-08-16 | Москва, Россия       |                                                             |
| Победа    | 3-2-0   | Мукеш Кумар           | 2016-05-28 | Ташкент, Узбекистан  |                                                             |
| Поражение | 1-0-0   | Булат Бишиев          | 2016-03-05 | Грозный, Россия      |                                                             |
| Победа    | 10-10-1 | Максуд Джумаев        | 2016-01-25 | Ташкент, Узбекистан  |                                                             |
| Победа    | дебют   | Иброхим Юсупжонов     | 2015-10-11 | Ташкент, Узбекистан  |                                                             |